# Mariusz Ścisło
Mariusz Ścisło – polski architekt, prezes i współwłaściciel pracowni architektonicznej FS&P Arcus. 

## Życiorys
W 1972 ukończył XLV LO im. Romualda Traugutta w Warszawie. W 1978 został absolwentem Wydziału Architektury Politechniki Warszawskiej.  W 1988 był jednym ze współzałożycieli pracowni architektonicznej FS&P Arcus. 8 grudnia 2012 został wybrany przez Walne Zgromadzenie prezesem Stowarzyszenia Architektów Polskich. 12 grudnia 2015 został wybrany na drugą kadencję. Członek Głównej Komisji Urbanistyczno-Architektonicznej przy Ministerstwie Infrastruktury i Rozwoju oraz zespołu ds. opracowania projektu krajowego niskoenergetycznego budownictwa oraz optymalizacji zasad finansowania przy Min. Transportu Budownictwa i Gospodarki Morskiej w latach 2013-2014. Konsultant Zespołu Koordynacyjnego Kodeksu Urbanistyczno-Budowlanego przy Min Infrastruktury i Rozwoju w latach 2014-2015.

## Projekty
- Budynki biurowe:
  - „Concept Tower” przy ul. Grzybowskiej w Warszawie (2012)[5],
  - „Karolkowa Business Park” w Warszawie (2012)[5],
  - Rozbudowa gmachu Wytwórni Papierów Wartościowych na Nowym Mieście (2009)[5],
  - Ratusz Dzielnicy Targówek (1998)[5],
  - Rozbudowa Urzędu Patentowego R.P. przy Al. Niepodległości (2000)[5],
  - Dworzec Zachodni PKP z kompleksem biurowym West Station (2017)[6][7].
- Obiekty sportowe:
  - Zespół krytych pływalni w Brzegu i w Płońsku[8].
- Centra handlowe:
  - Galeria Promenada III etap (2005)[5],
  - Galeria Żoliborz w Warszawie,
  - Centrum Handlowo-Rozrywkowe w Nowosybirsku w Rosji[9].
- Budynki i osiedla mieszkaniowe w Warszawie (ok. 12 tys. mieszkań) m.in.: na Gocławiu, Targówku, Woli, Ochocie, Ursynowie, w Ursusie.
- Budynek Flisac Apartamenty Powiśle (2021)[10][11].
- „Rondo Wiatraczna” – wielofunkcyjny obiekt mieszkaniowy i Centrum Handlowe (2018)[12][13].
- Zespół budynków mieszkalnych "Towarowa Towers" w Warszawie (2024)[14][15].

## Nagrody i wyróżnienia
- Nagroda realizacyjna w konkursie na Osiedla Wilga VII (8 ha) Gocław Lotnisko – Warszawa
- Nagroda realizacyjna w konkursie na Ratusz Targówek – Warszawa
- Nagroda realizacyjna w konkursie na Osiedle Jantar IV – Gocław Lotnisko – Warszawa
- Nagroda realizacyjna w konkursie na Osiedle Malborska – Warszawa
- Nagroda realizacyjna w konkursie os. Iskra I – Gocław Lotnisko – Warszawa
- II  nagroda w konkursie na „Studium programowo-przestrzenne zagospodarowania placu Wilsona"
- Wygrany konkurs na realizację projektu dla Centrum Handlowego w Nowosybirsku (realizacja)
- Wygrany konkurs na koncepcję osiedli:  Udarowo – 60 ha, Pyatowskoje – 40 ha pod Moskwą
- Liczne wygrane przetargi i konkursy na realizację osiedli mieszkaniowych i komercyjnych Warszawie
- Nagroda Ministra Sportu i Turystyki za projekty i realizacje obiektów sportowo-rekreacyjnych (1986)[2]
- Wygrany konkurs na opracowanie koncepcji urbanistyczno-architektonicznej zabudowy i zagospodarowania nieruchomości położonej przy ul. Arkadiusza Rybickiego w Gdyni (2024)[16].